# Мускатник
Мускатний горіх, мускатник (Myristica) — рід вічнозелених дводомних дерев родини мускатникових. Налічує понад 100—120 видів.

## Будова
Дерево, 9-12 метрів заввишки, з м'ясистими листками та світло-жовтими ароматними квітами, які зібрані в зонтичні китиці. Плоди завдовжки 6-9 см, жовтого кольору, з м'ясистим навколоплідником, в якому знаходиться велика насінина з гіллястим червонуватим присімянником.

## Історія
Батьківщиною мускатника є південні Молуккські острови, відомі також під назвою архіпелагу Банда.
Місцеві мешканці навчилися збирати мускатні горіхи близько п'яти з половиною тисяч років тому. З часом прянощі в мешканців Молукк прянощі почали купувати сусіди — малайці, які з вигодою продавали до Індії, а згодом і до Китаю. Через руки посередників спеції потрапляли і до Середземномор'я. Пліній Старший згадував дерево, яке дає «горіхи одразу з двома смаками» — імовірно, йшлося саме про мускатний горіх та мацис.
За середньовіччя завдяки торгівлі прянощами виросла і зміцнилася держава Шрівіджая. Її володарі були першими, хто встановив монополію на торгівлю мускатним горіхом. Чужинців на Молукки не пускали, а самі горіхи перед продажем занурювали в окріп — щоб покупці не змогли виростити з них мускатник в себе на батьківщині. Пізніше торгівлю мускатним горіхом прибрали до своїх рук єгипетські купці з корпорації каремітів. Партнерами каремітів на Середземному морі були венеційці, які перепродували молуккські спеції іншим європейцям.
У середньовічній Європі мускатний горіх був відомий принаймні з кінця XII сторіччя, але швидше як дуже коштовна дивовижа. Популярність спеції стрімко зросла під час епідемії моровиці в середині XIV сторіччя, адже лише мускатний запах, за переказами численних свідків, відлякував комах — переносників хвороби. В Італії за фунт мускатного горіху віддавали корову або чотирьох овець. При тому що в Александрії його можна було купити вп'ятеро дешевше.
Монополія купецької олігархії на сході була зламана в XV сторіччя завдяки походам китайського адмірала Чжен Хе. Завдяки китайцям в місті Малакка, яке панувало над однойменною стратегічною протокою, утвердився втікач з Шрівіджаї — князь Парамешвара. Парамешвара прийняв іслам, взяв нове ім'я Іскандар-шах та запровадив у своїх володіннях принципи вільної торгівлі. Це дозволило знизити ціни на мускатний горіх в кілька разів.
В 1511 році Малакку захопили португальці. За рік вони дісталися Молукк. З місцевими володарями португальці уклали договори про будівництво на островах фортець та купівлю всього врожаю прянощів — наявного і майбутнього. Тубільці, однак, розуміли угоди по-своєму, і надалі продовжували торгувати мускатним горіхом з малайцями.
Дістатися Молукк прагнули й інші європейці. Острова відвідали іспанець Хуан Себастьян Елькано і англієць Френсіс Дрейк. В 1598 році на архіпелазі з'явилися голландці. Вони не лише уклали угоди з місцевими султанами за португальським зразком, а й створили спеціальну організацію для торгівлі прянощами — нідерландську Ост-Індську компанію, яка швидко перетворилася на напівсамостійну «державу в державі».
В 1605 році голландці захопили в португальців фортецю на острові Амбон, що панував над усім архіпелагом Банда, і змусили їх залишити Молукки. Англійці облаштувалися на островах Аї та Рун. Між конкурентами розгорнулася справжня війна, що з перервами тривала понад шістдесят років. Лише в 1667 році — після укладання миру між Англією та Нідерландами, Лондон погодився остаточно піти з Молукк. Але голландці в обмін на це змушені були віддати їм свої колонії в Північній Америці.
Голландці спочатку силою примушували тубільців вирощувати мускатник. Коли ж зрозуміли, що горіхів вирощують забагато і це може привести до падіння цін, нові дерева саджати заборонили. Згодом мускатник взагалі наказали вирубувати, залишаючи лише ті дерева, за якими можна було стежити з фортів, збудованих європейцями.
Зібраний врожай занурювали до гашеного вапна, щоб горіх не зміг прорости в іншому місці. Досить було лише підозри в тому, що тубілець намагається продати спеції комусь чужому, щоб його стратити. Збирати врожай без наказу було заборонено — за це порушників били палицями. Якщо на землях місцевої громади знаходили молоді пагони мускатника — карали всю громаду. Але дерева виростали знову і знову. Лише згодом стало зрозуміло, що їхнє насіння розносили птахи.
В 1770 році француз П'єр Пуавр викрав з островів Банда чотириста саджанців мускатника, які висадили на острові Маврикій. Звідти культуру поширили й на інші французькі колонії, зокрема на Реюньйон та Сейшельські острови. Французи остерігалися, що мускатник викрадуть в них британці. За переказами охоронець спалив ботанічний сад на сейшельському острові Мае, лише тому, що йому здалося, що до берега наближається корабель під ворожим прапором. Ситуацію вчергове врятували птахи, які ще до пожежі встигли «висіяти» насіння рослини зі своїм послідом.
Втім, коли під час революції французи окупували Нідерланди, британці взяли голландські колонії під свій «захист» і утримували їх двадцять років — аж до поразки Наполеона в 1815 році. За цей час вони вивезли мускатник спочатку до Сінгапура, а потім до Вест-Індії. Карибський клімат виявився цілком комфортним для примхливої рослини. Плід мускатника зрештою прикрасив прапор держави Гренада, яку тепер називають «островом мускатного горіху».

## Практичне використання
Найпоширена пряність — мускатник духмяний (лат. Myristica fragrans). Насіння мускатника, або мускатний горіх, та висушений присім'янник (маціс) — має пекучо-пряний присмак та своєрідний аромат. Основна складова мускатного горіха — ефірна олія, білок та крохмаль. Він містить від 7 до 15 % ефірної олії, яка складається із різноманітних терпенів, а також містить 3-4 % міристицину, елеміцин та ін.
Мускатний горіх використовується в кулінарії та харчовій промисловості, а також для отримання ефірної олії, яка застосовується в медицині, парфумерії, аромотерапії та для ферментації тютюну.
Мускатні ефірні олії отримують методом парової відгонки з очищених горіхів. Ці ефірні олії використовуються в харчовій промисловості, парфумерії, медицині і аромотерапії.
Мускатний горіх і мускатний цвіт одержують із плодів мускатного дерева, яке культивується переважно в Індонезії, Малайзії і на деяких островах. Плоди при повному дозріванні тріскаються і виділяють насіння, не повністю покрите тонкою м'ясистою оболонкою (аріллусом) і твердою, дерев'янистою оболонкою (шкарлупою). З аріллуса одержують прянощі під назвою мускатний цвіт, а з самого насіння — мускатний горіх. Протягом останніх років[коли?] ціни на мускатний горіх коливались в межах 0,77—2,5 дол. за а.ф., а на мускатний цвіт — 1,5—3,84 дол. за а.ф.
Мускатний горіх може мати білий наліт від вимочування у вапняній воді (так запобігають його псуванню). Доброякісні плоди повинні мати овальну форму, покручені борозенки на поверхні, забарвлення від сірого до світлокоричневого; смак гіркуватий, пряно-смолистий; аромат сильний, приємний.
Мускатний горіх містить до 35 % жиру, в тому числі до 11 % ефірної олії, яка зумовлює характерний аромат. Ефірна олія на 80 % складається з ароматичних і терпенових вуглеводів — пінену і камфену.
Мускатний горіх використовують при виготовленні ковбас, для страв, які поєднують рибу і м'ясо з овочами, грибами, тістом, для виготовлення кондитерських і хлібобулочних виробів, у лікеро-горілчаному виробництві.

## Галерея

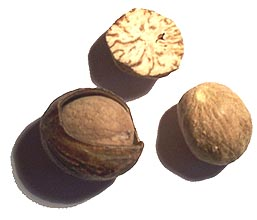
Мускатний горіх
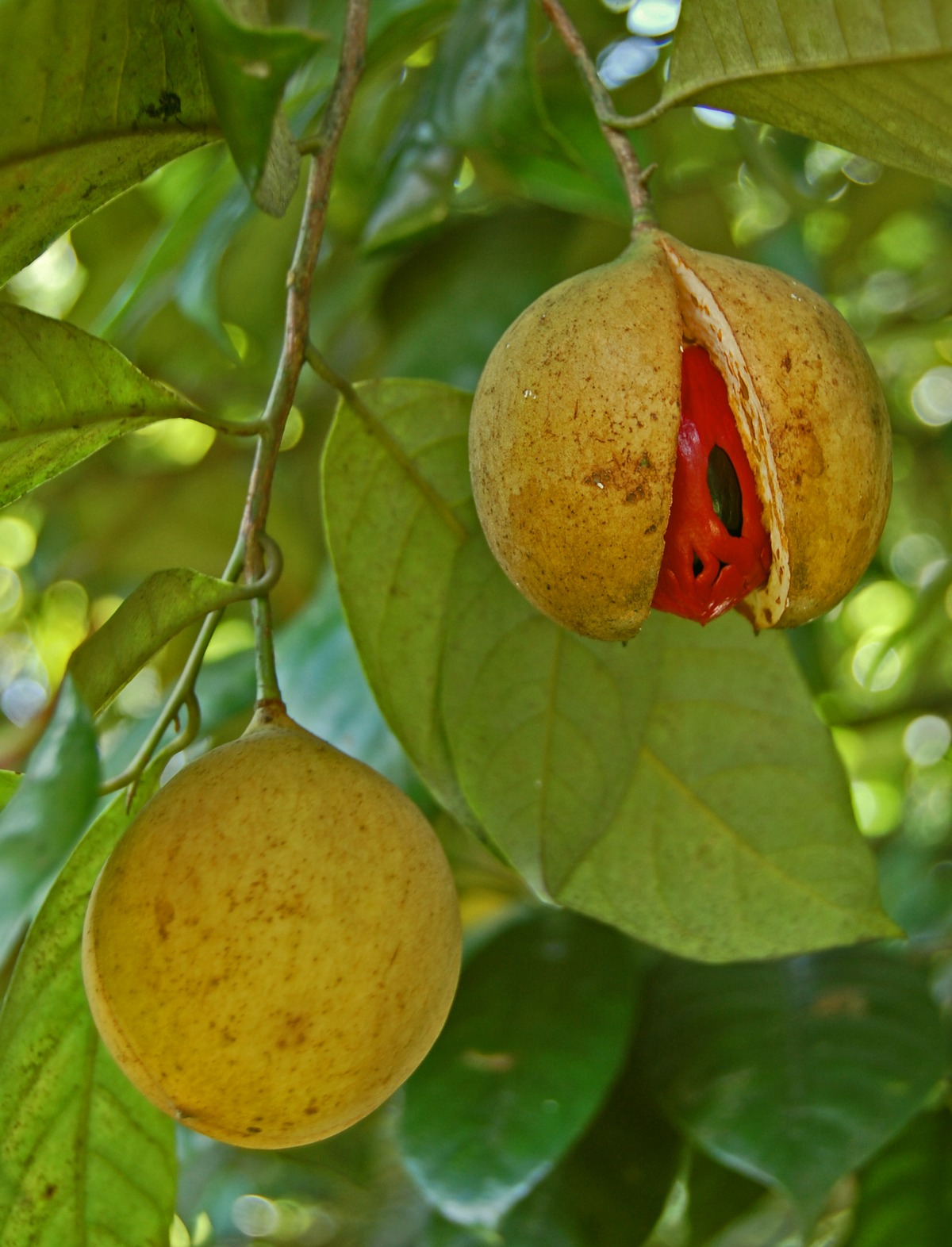
Плід Myristica fragrans